# 细胞黏附分子
细胞黏附分子（英語：Cell adhesion molecules，缩写：CAMs）是位于细胞表面上的蛋白，参与了与其他细胞或细胞外基质（ECM）中的称为细胞黏附的结合過程。在本质上，细胞黏附分子帮助细胞彼此黏附和其周围环境的黏附。
这些蛋白质通常是跨膜蛋白，是由三个领域组成：在细胞内领域与细胞骨架的的相互作用，在跨膜领域(细胞表面)的，和在细胞外领域的相互作用，或者与相同类型的其他细胞黏附分子（嗜同性结合）或者与其他的细胞黏附分子或细胞外基质（嗜异性结合）的相互作用。

## 细胞黏附分子的家族
大多数细胞黏附分子(CAM)属于4个蛋白质家族： 免疫球蛋白超家族(IgSF CAMs)，整合蛋白，钙黏蛋白，和选择蛋白。
一个分类系统涉及到对于非钙依赖性细胞黏附分子和钙依赖性细胞黏附分子之间的区别。

## 参看
- 细胞膜
- 细胞迁移
- 神经元黏附分子
- 免疫突触
- 細胞黏附分子1(Cell adhesion molecule 1)